# 西春日井郡

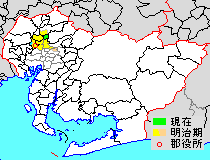
愛知県西春日井郡の範囲（緑：豊山町 薄黄：後に他郡に編入された区域）

西春日井郡（にしかすがいぐん）は、愛知県の郡である。
人口15,783人、面積6.18km²、人口密度2,554人/km²。（2025年2月1日、推計人口）
以下の1町を含む。
- 豊山町（とよやまちょう）

## 郡域
1878年（明治13年）に行政区画として発足した当時の郡域は、上記1町のほか、下記の区域にあたる。
- 名古屋市の一部（千種区[2]・東区[3]・中村区[4]・北区[5]・西区[6]の各一部）
- 小牧市の一部（市之久田、郷中、外堀、小木、小木西、新小木より南西）
- 清須市の大部分（上条・土田・廻間・西市場・下津町および新清洲の一部を除く）
- 北名古屋市の全域

## 歴史
かつては名古屋城や大曽根（現在の名古屋市西区および北区）の辺りまで西春日井郡に含まれていた。しかし大正時代から第二次世界大戦後の1950年代にかけて行われた数回の合併で、徐々に名古屋市などへ編入されていった。
現在、福井県の三方上中郡と並び、日本最長の郡名となっている。

### 郡発足までの沿革
- 『旧高旧領取調帳』に記載されている、尾張国春日井郡のうち後の本郡域の明治初年時点での支配は以下の通り。●は村内に寺社領が存在。（80村）

| 知行 | 知行                 | 村数 | 村名 |
| ---- | -------------------- | ---- | --- |
| 藩領 | 尾張名古屋藩         | 74村 | 杉村、蓮池新田、鍋屋上野村、大幸村、矢田村、山田村、上飯田村、下飯田村、東志賀村、西志賀村、辻村、安井村、成願寺村、中切村、福徳村、光音寺村、田幡村、稲生村、児玉村、名塚村、新福寺村、枇把島村、上小田井村、下河原村、下小田井村、小場塚新田、大野木村、比良村、喜惣治新田、久地野村、二子村、高田寺村、井瀬木村、鹿田村、能田村、片場村、豊場村、如意村、薬師寺村、藤島村、熊之庄村、六師村、青山村、大気村、小針入鹿新田、坂場村、市之久田村、小木村、西堀江村、助七新田、須ヶ口村、安藤新田、清洲村、土器野新田、●九之坪村、平田村、●寺野村、●阿原村、田中村、野崎村、石橋村、西之保村、弥勒寺村、徳重村、鍛冶ヶ一色村、北野村、法成寺村、●宇福寺村、落合村、中之郷村、下之郷村、朝日村、加島新田、大蒲新田 |
| 藩領 | 名古屋藩・尾張犬山藩 | 3村  | 大曽根村、小針村、沖村 |
| 藩領 | 名古屋藩・美濃今尾藩 | 3村  | 堀越村、中小田井村、味鋺村 |

- 明治4年
  - 7月14日（1871年8月29日） - 廃藩置県により、名古屋県、犬山県、今尾県の管轄となる。
  - 11月22日（1872年1月2日） - 第1次府県統合により、全域が名古屋県の管轄となる。
- 明治5年4月2日（1872年5月8日） - 愛知県の管轄となる。
- 明治初年（79村）
  - 安藤新田が清洲村の一部になったとみられる。
  - 中切村が下中切村に、田中村が西田中村にそれぞれ改称。
- 明治9年（1876年）（81村）
  - 下河原村の一部が分立して中河原村となる。
  - 土器野新田の一部が分立して上河原村となる。
  - 鍋屋上野村の一部が愛知郡千種村に編入。
- 明治11年（1878年）12月20日 - 郡区町村編制法の愛知県での施行により、行政区画としての春日井郡が発足。郡役所が下小田井村に設置。同年、以下の各村の統合等が行われる。（2町80村）
  - 枇杷島村の一部が分立して枇杷島町となる。
  - 小針村の一部が分立して小針巳新田となる。
  - 大気村・坂場村が合併して多気村となる。
  - 蓮池新田および杉村の一部が合併して清水町となる。
- 明治12年（1879年） - 清洲村の一部（内北市場分）が分立して一場村となる。（2町81村）

### 郡発足後の沿革
- 明治13年（1880年）2月5日 - 春日井郡が分割し、下小田井村ほか2町81村の区域をもって西春日井郡が発足。
- 明治22年（1889年）10月1日 - 町村制の施行により、以下の町村が発足。（4町34村）

- 西枇杷島町 ← 下小田井村、小場塚新田（現・清須市）
- 枇杷島町 ← 枇杷島町、枇杷島村（現・名古屋市）
- 清水町（単独町制。現・名古屋市）
- 清洲町（清洲村が単独村制。現・清須市）
- 庄内村 ← 堀越村、新福寺村、名塚村、稲生村（現・名古屋市）
- 金城村 ← 東志賀村、西志賀村、田幡村、児玉村、愛知郡北押切村、上名古屋村［大部分］（現・名古屋市）
- 杉村 ← 杉村、愛知郡上名古屋村［一部］（現・名古屋市）
- 六郷村 ← 大曽根村、矢田村、山田村、上飯田村、下飯田村、大幸村（現・名古屋市）
- 萩野村 ← 安井村、光音寺村、辻村（現・名古屋市）
- 川中村 ← 成願寺村、下中切村、福徳村（現・名古屋市）
- 大野木村、比良村、上小田井村、中小田井村（それぞれ単独村制。現・名古屋市）
- 新川村 ← 土器野新田、上河原村、中河原村、下河原村（現・清須市）
- 西堀江村、須ヶ口村（それぞれ単独村制。現・清須市）
- 寺野村 ← 寺野村、助七新田（現・清須市）
- 阿原村（単独村制。現・清須市）
- 朝田村 ← 朝日村、西田中村（現・清須市）
- 下之郷村（単独村制）（現・清須市）
- 一場村、落合村（それぞれ単独村制。現・清須市）
- 下拾箇村 ← 沖村、石橋村、野崎村、西之保村、中之郷村（現・北名古屋市）
- 上拾箇村 ← 法成寺村、宇福寺村、弥勒寺村、鍛冶ヶ一色村、徳重村、北野村（現・北名古屋市）
- 鹿田村（単独村制。現・北名古屋市）
- 九之坪村 ← 九之坪村、加島新田（現・北名古屋市）
- 平田村（単独村制。現・名古屋市）
- 訓原村 ← 高田寺村、井瀬木村、二子村、久地野村、能田村、片場村（現・北名古屋市）
- 六師村（単独村制。現・北名古屋市）
- 熊之庄村 ← 熊之庄村、薬師寺村（現・北名古屋市）
- 小木村 ← 小木村、藤島村（現・小牧市）
- 尾張村 ← 小針村、市之久田村、小針巳新田、小針入鹿新田（現・小牧市）
- 青山村（単独村制。現・豊山町）
- 多気村（単独村制。現・小牧市）
- 豊場村（単独村制。現・豊山町）
- 如意村 ← 如意村、大蒲新田、喜惣治新田（現・名古屋市）
- 味鋺村（単独村制。現・名古屋市）
- 鍋屋上野村が愛知郡鍋屋上野村の一部となる。

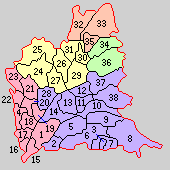
1.西枇杷島町 2.枇杷島町 3.清水町 4.清洲町 5.庄内村 6.金城村 7.杉村 8.六郷村 9.萩野村 10.川中村 11.大野木村 12.比良村 13.上小田井村 14.中小田井村 15.新川村 16.西堀江村 17.須ヶ口村 18.寺野村 19.阿原村 20.朝田村 21.下之郷村 22.一場村 23.落合村 24.下拾個村 25.上拾個村 26.鹿田村 27.九ノ坪村 28.平田村 29.訓原村 30.六師村 31.熊之庄村 32.小木村 33.尾張村 34.青山村 35.多気村 36.豊場村 37.如意村 38.味鋺村（紫：名古屋市 赤：清須市 橙：小牧市 黄：北名古屋市 緑：豊山町）

- 明治23年（1890年）12月17日 - 新川村が町制施行して新川町となる。（5町33村）
- 明治24年（1891年）4月1日 - 郡制を施行。
- 明治33年（1900年）
  - 7月16日 - 熊之庄村の一部（薬師寺）・小木村の一部（藤島）が分立して五条村が発足。（5町34村）
  - 9月28日 - 西堀江村・須ヶ口村が合併して桃栄町が発足。（6町32村）
- 明治39年（1906年）
  - 4月1日 - 新川町・桃栄町・寺野村・阿原村が合併し、改めて新川町が発足。（5町30村）
  - 7月16日 - 以下の町村の統合が行われる。いずれも新設合併。（5町13村）
    - 清洲町 ← 朝田村、一場村、清洲町
    - 春日村 ← 下之郷村、落合村
    - 西春村 ← 九之坪村、下拾箇村、上拾箇村
    - 師勝村 ← 訓原村、鹿田村、六師村、熊之庄村
    - 北里村 ← 五条村、小木村、尾張村、多気村
    - 豊山村 ← 豊場村、青山村
    - 山田村 ← 平田村、大野木村、比良村、上小田井村、中小田井村
    - 楠村 ← 如意村、味鋺村
- 明治42年（1909年）10月1日 - 清洲町が中島郡大里村の一部（西市場）を編入。
- 明治43年（1910年）10月1日 - 清洲町が海部郡甚目寺村の一部（廻間）を編入。
- 大正7年（1918年） - 現在人口76,490名。マラリア患者数677名。
- 大正10年（1921年）8月22日 - 金城村・枇杷島町・六郷村・杉村・清水町が名古屋市に編入。（3町10村）
- 大正12年（1923年）4月1日 - 郡会が廃止。郡役所は存続。
- 大正15年（1926年）
  - 4月1日 - 庄内村が町制施行して庄内町となる。（4町9村）
  - 7月1日 - 郡役所が廃止。以降は地域区分名称となる。
- 昭和8年（1933年）4月1日 - 川中村が萩野村に編入。（4町8村）
- 昭和12年（1937年）3月1日 - 庄内町・萩野村が名古屋市に編入。（3町7村）
- 昭和18年（1943年）1月1日 - 清洲町が海部郡甚目寺町の一部（土田・上条）を編入。
- 昭和30年（1955年）10月1日 - 山田村・楠村が名古屋市に編入。（3町5村）
- 昭和36年（1961年）4月1日 - 師勝村が町制施行して師勝町となる。（4町4村）
- 昭和38年（1963年）
  - 9月1日 - 北里村が分割し、一部（薬師寺）が師勝町に、残部（小針・市之久田・小針巳新田・小針入鹿新田・小木・藤島・多気）が小牧市に編入。（4町3村）
  - 11月1日 - 西春村が町制施行して西春町となる。（5町2村）
- 昭和47年（1972年）4月1日 - 豊山村が町制施行して豊山町となる。（6町1村）
- 平成2年（1990年）4月1日 - 春日村が町制施行して春日町となる。（7町）
- 平成17年（2005年）7月7日 - 西枇杷島町・清洲町・新川町が合併して清須市が発足し、郡より離脱。（4町）
- 平成18年（2006年）3月20日 - 師勝町・西春町が合併して北名古屋市が発足し、郡より離脱。（2町）
- 平成21年（2009年）10月1日 - 春日町が清須市に編入。（1町）

### 変遷表
| 明治22年以前             | 明治22年以前               | 明治22年10月1日  | 明治22年 - 明治33年          | 明治34年 - 明治45年                       | 明治34年 - 明治45年                       | 大正元年 - 大正15年          | 大正元年 - 大正15年                 | 昭和元年 - 昭和64年               | 昭和元年 - 昭和64年                       | 昭和元年 - 昭和64年                       | 平成元年 - 現在                 | 平成元年 - 現在                 | 現在            |
| ------------------------ | -------------------------- | ---------------- | ---------------------------- | ----------------------------------------- | ----------------------------------------- | ---------------------------- | ----------------------------------- | --------------------------------- | ----------------------------------------- | ----------------------------------------- | ------------------------------- | ------------------------------- | --------------- |
| 鍋屋上野村               | 愛知郡千種村 （一部）      | 愛知郡鍋屋上野村 | 愛知郡鍋屋上野村             | 明治39年5月10日 合併 愛知郡東山村（一部） | 明治39年5月10日 合併 愛知郡東山村（一部） | 愛知郡東山村 （一部）        | 大正10年8月22日 名古屋市東区 に編入 | 名古屋市東区                      | 昭和12年10月1日 分区・新設 名古屋市千種区 | 昭和12年10月1日 分区・新設 名古屋市千種区 | 名古屋市千種区 （一部）         | 名古屋市千種区 （一部）         | 名古屋市 千種区 |
| 鍋屋上野村               | 鍋屋上野村                 | 愛知郡鍋屋上野村 | 愛知郡鍋屋上野村             | 明治39年5月10日 合併 愛知郡東山村（一部） | 明治39年5月10日 合併 愛知郡東山村（一部） | 愛知郡東山村 （一部）        | 大正10年8月22日 名古屋市東区 に編入 | 名古屋市東区                      | 昭和12年10月1日 分区・新設 名古屋市千種区 | 昭和12年10月1日 分区・新設 名古屋市千種区 | 名古屋市千種区 （一部）         | 名古屋市千種区 （一部）         | 名古屋市 千種区 |
| 矢田村                   | 矢田村                     | 六郷村           | 六郷村                       | 六郷村                                    | 六郷村                                    | 六郷村                       | 大正10年8月22日 名古屋市東区 に編入 | 名古屋市東区                      | 名古屋市東区                              | 名古屋市東区                              | 名古屋市東区 （一部）           | 名古屋市東区 （一部）           | 名古屋市 東区   |
| 大幸村                   |                            | 六郷村           | 六郷村                       | 六郷村                                    | 六郷村                                    | 六郷村                       | 大正10年8月22日 名古屋市東区 に編入 | 名古屋市東区                      | 名古屋市東区                              | 名古屋市東区                              | 名古屋市東区 （一部）           | 名古屋市東区 （一部）           | 名古屋市 東区   |
| 大曽根村                 | （南側の区域）             | 六郷村           | 六郷村                       | 六郷村                                    | 六郷村                                    | 六郷村                       | 大正10年8月22日 名古屋市東区 に編入 | 名古屋市東区                      | 名古屋市東区                              | 名古屋市東区                              | 名古屋市東区 （一部）           | 名古屋市東区 （一部）           | 名古屋市 東区   |
| 大曽根村                 | （北側の区域）             | 六郷村           | 六郷村                       | 六郷村                                    | 六郷村                                    | 六郷村                       | 大正10年8月22日 名古屋市東区 に編入 | 名古屋市東区                      | 名古屋市東区                              | 昭和19年2月11日 分区・新設 名古屋市北区   | 名古屋市北区 （一部）           | 名古屋市北区 （一部）           | 名古屋市 北区   |
| 山田村                   |                            | 六郷村           | 六郷村                       | 六郷村                                    | 六郷村                                    | 六郷村                       | 大正10年8月22日 名古屋市東区 に編入 | 名古屋市東区                      | 名古屋市東区                              | 昭和19年2月11日 分区・新設 名古屋市北区   | 名古屋市北区 （一部）           | 名古屋市北区 （一部）           | 名古屋市 北区   |
| 上飯田村                 |                            | 六郷村           | 六郷村                       | 六郷村                                    | 六郷村                                    | 六郷村                       | 大正10年8月22日 名古屋市東区 に編入 | 名古屋市東区                      | 名古屋市東区                              | 昭和19年2月11日 分区・新設 名古屋市北区   | 名古屋市北区 （一部）           | 名古屋市北区 （一部）           | 名古屋市 北区   |
| 下飯田村                 |                            | 六郷村           | 六郷村                       | 六郷村                                    | 六郷村                                    | 六郷村                       | 大正10年8月22日 名古屋市東区 に編入 | 名古屋市東区                      | 名古屋市東区                              | 昭和19年2月11日 分区・新設 名古屋市北区   | 名古屋市北区 （一部）           | 名古屋市北区 （一部）           | 名古屋市 北区   |
| 愛知郡 名古屋村 （一部） | 愛知郡 上名古屋村 （一部） | 杉村             | 杉村                         | 杉村                                      | 杉村                                      | 杉村                         | 大正10年8月22日 名古屋市東区 に編入 | 名古屋市東区                      | 名古屋市東区                              | 昭和19年2月11日 分区・新設 名古屋市北区   | 名古屋市北区 （一部）           | 名古屋市北区 （一部）           | 名古屋市 北区   |
| 杉村                     | 杉村                       | 杉村             | 杉村                         | 杉村                                      | 杉村                                      | 杉村                         | 大正10年8月22日 名古屋市東区 に編入 | 名古屋市東区                      | 名古屋市東区                              | 昭和19年2月11日 分区・新設 名古屋市北区   | 名古屋市北区 （一部）           | 名古屋市北区 （一部）           | 名古屋市 北区   |
| 杉村                     | 清水町                     | 清水町           | 清水町                       | 清水町                                    | 清水町                                    | 清水町                       | 大正10年8月22日 名古屋市東区 に編入 | 名古屋市東区                      | 名古屋市東区                              | 昭和19年2月11日 分区・新設 名古屋市北区   | 名古屋市北区 （一部）           | 名古屋市北区 （一部）           | 名古屋市 北区   |
| 蓮池新田                 | 清水町                     | 清水町           | 清水町                       | 清水町                                    | 清水町                                    | 清水町                       | 大正10年8月22日 名古屋市東区 に編入 | 名古屋市東区                      | 名古屋市東区                              | 昭和19年2月11日 分区・新設 名古屋市北区   | 名古屋市北区 （一部）           | 名古屋市北区 （一部）           | 名古屋市 北区   |
| 如意村                   | 如意村                     | 如意村           | 如意村                       | 明治39年7月11日 合併 楠村                 | 明治39年7月11日 合併 楠村                 | 楠村                         | 楠村                                | 楠村                              | 楠村                                      | 昭和30年10月1日 名古屋市北区 に編入       | 名古屋市北区 （一部）           | 名古屋市北区 （一部）           | 名古屋市 北区   |
| 喜惣治新田               |                            | 如意村           | 如意村                       | 明治39年7月11日 合併 楠村                 | 明治39年7月11日 合併 楠村                 | 楠村                         | 楠村                                | 楠村                              | 楠村                                      | 昭和30年10月1日 名古屋市北区 に編入       | 名古屋市北区 （一部）           | 名古屋市北区 （一部）           | 名古屋市 北区   |
| 大蒲新田                 |                            | 如意村           | 如意村                       | 明治39年7月11日 合併 楠村                 | 明治39年7月11日 合併 楠村                 | 楠村                         | 楠村                                | 楠村                              | 楠村                                      | 昭和30年10月1日 名古屋市北区 に編入       | 名古屋市北区 （一部）           | 名古屋市北区 （一部）           | 名古屋市 北区   |
| 味鋺村                   | 味鋺村                     | 味鋺村           | 味鋺村                       | 明治39年7月11日 合併 楠村                 | 明治39年7月11日 合併 楠村                 | 楠村                         | 楠村                                | 楠村                              | 楠村                                      | 昭和30年10月1日 名古屋市北区 に編入       | 名古屋市北区 （一部）           | 名古屋市北区 （一部）           | 名古屋市 北区   |
| 光音寺村                 | 光音寺村                   | 萩野村           | 萩野村                       | 萩野村                                    | 萩野村                                    | 萩野村                       | 萩野村                              | 萩野村                            | 昭和12年3月1日 名古屋市西区 に編入        | 昭和19年2月11日 分区・新設 名古屋市北区   | 名古屋市北区 （一部）           | 名古屋市北区 （一部）           | 名古屋市 北区   |
| 安井村                   |                            | 萩野村           | 萩野村                       | 萩野村                                    | 萩野村                                    | 萩野村                       | 萩野村                              | 萩野村                            | 昭和12年3月1日 名古屋市西区 に編入        | 昭和19年2月11日 分区・新設 名古屋市北区   | 名古屋市北区 （一部）           | 名古屋市北区 （一部）           | 名古屋市 北区   |
| 辻村                     |                            | 萩野村           | 萩野村                       | 萩野村                                    | 萩野村                                    | 萩野村                       | 萩野村                              | 萩野村                            | 昭和12年3月1日 名古屋市西区 に編入        | 昭和19年2月11日 分区・新設 名古屋市北区   | 名古屋市北区 （一部）           | 名古屋市北区 （一部）           | 名古屋市 北区   |
| 成願寺村                 | 成願寺村                   | 川中村           | 川中村                       | 川中村                                    | 川中村                                    | 川中村                       | 川中村                              | 昭和8年4月1日 萩野村に編入        | 昭和12年3月1日 名古屋市西区 に編入        | 昭和19年2月11日 分区・新設 名古屋市北区   | 名古屋市北区 （一部）           | 名古屋市北区 （一部）           | 名古屋市 北区   |
| 下中切村                 |                            | 川中村           | 川中村                       | 川中村                                    | 川中村                                    | 川中村                       | 川中村                              | 昭和8年4月1日 萩野村に編入        | 昭和12年3月1日 名古屋市西区 に編入        | 昭和19年2月11日 分区・新設 名古屋市北区   | 名古屋市北区 （一部）           | 名古屋市北区 （一部）           | 名古屋市 北区   |
| 福徳村                   |                            | 川中村           | 川中村                       | 川中村                                    | 川中村                                    | 川中村                       | 川中村                              | 昭和8年4月1日 萩野村に編入        | 昭和12年3月1日 名古屋市西区 に編入        | 昭和19年2月11日 分区・新設 名古屋市北区   | 名古屋市北区 （一部）           | 名古屋市北区 （一部）           | 名古屋市 北区   |
| 田幡村                   | 田幡村                     | 金城村           | 金城村                       | 金城村                                    | 金城村                                    | 金城村                       | 大正10年8月22日 名古屋市西区 に編入 | 名古屋市 西区                     | 名古屋市 西区                             | 昭和19年2月11日 分区・新設 名古屋市北区   | 名古屋市北区 （一部）           | 名古屋市北区 （一部）           | 名古屋市 北区   |
| 東志賀村                 |                            | 金城村           | 金城村                       | 金城村                                    | 金城村                                    | 金城村                       | 大正10年8月22日 名古屋市西区 に編入 | 名古屋市 西区                     | 名古屋市 西区                             | 昭和19年2月11日 分区・新設 名古屋市北区   | 名古屋市北区 （一部）           | 名古屋市北区 （一部）           | 名古屋市 北区   |
| 西志賀村                 |                            | 金城村           | 金城村                       | 金城村                                    | 金城村                                    | 金城村                       | 大正10年8月22日 名古屋市西区 に編入 | 名古屋市 西区                     | 名古屋市 西区                             | 昭和19年2月11日 分区・新設 名古屋市北区   | 名古屋市北区 （一部）           | 名古屋市北区 （一部）           | 名古屋市 北区   |
| 愛知郡 名古屋村 （一部） | 愛知郡 上名古屋村 （一部） | 金城村           | 金城村                       | 金城村                                    | 金城村                                    | 金城村                       | 大正10年8月22日 名古屋市西区 に編入 | 名古屋市 西区                     | 名古屋市 西区                             | 名古屋市西区                              | 名古屋市西区 （一部）           | 名古屋市西区 （一部）           | 名古屋市 西区   |
| 愛知郡 押切村 （一部）   | 愛知郡 北押切村            | 金城村           | 金城村                       | 金城村                                    | 金城村                                    | 金城村                       | 大正10年8月22日 名古屋市西区 に編入 | 名古屋市 西区                     | 名古屋市 西区                             | 名古屋市西区                              | 名古屋市西区 （一部）           | 名古屋市西区 （一部）           | 名古屋市 西区   |
| 児玉村                   |                            | 金城村           | 金城村                       | 金城村                                    | 金城村                                    | 金城村                       | 大正10年8月22日 名古屋市西区 に編入 | 名古屋市 西区                     | 名古屋市 西区                             | 名古屋市西区                              | 名古屋市西区 （一部）           | 名古屋市西区 （一部）           | 名古屋市 西区   |
| 批把島村                 | 枇杷島町                   | 枇杷島町         | 枇杷島町                     | 枇杷島町                                  | 枇杷島町                                  | 枇杷島町                     | 大正10年8月22日 名古屋市西区 に編入 | 名古屋市 西区                     | 名古屋市 西区                             | 名古屋市西区                              | 名古屋市西区 （一部）           | 名古屋市西区 （一部）           | 名古屋市 西区   |
| 批把島村                 | 批把島村                   | 枇杷島町         | 枇杷島町                     | 枇杷島町                                  | 枇杷島町                                  | 枇杷島町                     | 大正10年8月22日 名古屋市西区 に編入 | 名古屋市 西区                     | 名古屋市 西区                             | 名古屋市西区                              | 名古屋市西区 （一部）           | 名古屋市西区 （一部）           | 名古屋市 西区   |
| 稲生村                   | 稲生村                     | 庄内村           | 庄内村                       | 庄内村                                    | 庄内村                                    | 庄内村                       | 大正15年4月1日 町制 庄内町          | 庄内町                            | 昭和12年3月1日 名古屋市西区 に編入        | 名古屋市西区                              | 名古屋市西区 （一部）           | 名古屋市西区 （一部）           | 名古屋市 西区   |
| 堀越村                   |                            | 庄内村           | 庄内村                       | 庄内村                                    | 庄内村                                    | 庄内村                       | 大正15年4月1日 町制 庄内町          | 庄内町                            | 昭和12年3月1日 名古屋市西区 に編入        | 名古屋市西区                              | 名古屋市西区 （一部）           | 名古屋市西区 （一部）           | 名古屋市 西区   |
| 名塚村                   |                            | 庄内村           | 庄内村                       | 庄内村                                    | 庄内村                                    | 庄内村                       | 大正15年4月1日 町制 庄内町          | 庄内町                            | 昭和12年3月1日 名古屋市西区 に編入        | 名古屋市西区                              | 名古屋市西区 （一部）           | 名古屋市西区 （一部）           | 名古屋市 西区   |
| 新福寺村                 |                            | 庄内村           | 庄内村                       | 庄内村                                    | 庄内村                                    | 庄内村                       | 大正15年4月1日 町制 庄内町          | 庄内町                            | 昭和12年3月1日 名古屋市西区 に編入        | 名古屋市西区                              | 名古屋市西区 （一部）           | 名古屋市西区 （一部）           | 名古屋市 西区   |
| 上小田井村               | 上小田井村                 | 上小田井村       | 上小田井村                   | 明治39年7月11日 合併 山田村               | 明治39年7月11日 合併 山田村               | 山田村                       | 山田村                              | 山田村                            | 山田村                                    | 昭和30年10月1日 名古屋市西区 に編入       | 名古屋市西区 （一部）           | 名古屋市西区 （一部）           | 名古屋市 西区   |
| 中小田井村               | 中小田井村                 | 中小田井村       | 中小田井村                   | 明治39年7月11日 合併 山田村               | 明治39年7月11日 合併 山田村               | 山田村                       | 山田村                              | 山田村                            | 山田村                                    | 昭和30年10月1日 名古屋市西区 に編入       | 名古屋市西区 （一部）           | 名古屋市西区 （一部）           | 名古屋市 西区   |
| 大野木村                 | 大野木村                   | 大野木村         | 大野木村                     | 明治39年7月11日 合併 山田村               | 明治39年7月11日 合併 山田村               | 山田村                       | 山田村                              | 山田村                            | 山田村                                    | 昭和30年10月1日 名古屋市西区 に編入       | 名古屋市西区 （一部）           | 名古屋市西区 （一部）           | 名古屋市 西区   |
| 比良村                   | 比良村                     | 比良村           | 比良村                       | 明治39年7月11日 合併 山田村               | 明治39年7月11日 合併 山田村               | 山田村                       | 山田村                              | 山田村                            | 山田村                                    | 昭和30年10月1日 名古屋市西区 に編入       | 名古屋市西区 （一部）           | 名古屋市西区 （一部）           | 名古屋市 西区   |
| 平田村                   | 平田村                     | 平田村           | 平田村                       | 明治39年7月11日 合併 山田村               | 明治39年7月11日 合併 山田村               | 山田村                       | 山田村                              | 山田村                            | 山田村                                    | 昭和30年10月1日 名古屋市西区 に編入       | 名古屋市西区 （一部）           | 名古屋市西区 （一部）           | 名古屋市 西区   |
| 大気村                   | 多気村                     | 多気村           | 多気村                       | 明治39年7月16日 合併 北里村               | 明治39年7月16日 合併 北里村               | 北里村                       | 北里村                              | 北里村                            | 北里村                                    | 昭和38年9月1日 小牧市に編入               | 小牧市 （一部）                 | 小牧市 （一部）                 | 小牧市          |
| 坂場村                   | 多気村                     | 多気村           | 多気村                       | 明治39年7月16日 合併 北里村               | 明治39年7月16日 合併 北里村               | 北里村                       | 北里村                              | 北里村                            | 北里村                                    | 昭和38年9月1日 小牧市に編入               | 小牧市 （一部）                 | 小牧市 （一部）                 | 小牧市          |
| 小針村                   | 小針村                     | 尾張村           | 尾張村                       | 明治39年7月16日 合併 北里村               | 明治39年7月16日 合併 北里村               | 北里村                       | 北里村                              | 北里村                            | 北里村                                    | 昭和38年9月1日 小牧市に編入               | 小牧市 （一部）                 | 小牧市 （一部）                 | 小牧市          |
| 小針村                   | 小針巳新田                 | 尾張村           | 尾張村                       | 明治39年7月16日 合併 北里村               | 明治39年7月16日 合併 北里村               | 北里村                       | 北里村                              | 北里村                            | 北里村                                    | 昭和38年9月1日 小牧市に編入               | 小牧市 （一部）                 | 小牧市 （一部）                 | 小牧市          |
| 小針入鹿新田             |                            | 尾張村           | 尾張村                       | 明治39年7月16日 合併 北里村               | 明治39年7月16日 合併 北里村               | 北里村                       | 北里村                              | 北里村                            | 北里村                                    | 昭和38年9月1日 小牧市に編入               | 小牧市 （一部）                 | 小牧市 （一部）                 | 小牧市          |
| 市之久田村               | 市之久田村                 | 尾張村           | 尾張村                       | 明治39年7月16日 合併 北里村               | 明治39年7月16日 合併 北里村               | 北里村                       | 北里村                              | 北里村                            | 北里村                                    | 昭和38年9月1日 小牧市に編入               | 小牧市 （一部）                 | 小牧市 （一部）                 | 小牧市          |
| 市之久田新田             | 市之久田村                 | 尾張村           | 尾張村                       | 明治39年7月16日 合併 北里村               | 明治39年7月16日 合併 北里村               | 北里村                       | 北里村                              | 北里村                            | 北里村                                    | 昭和38年9月1日 小牧市に編入               | 小牧市 （一部）                 | 小牧市 （一部）                 | 小牧市          |
| 小木村                   | 小木村                     | 小木村           | 小木村                       | 明治39年7月16日 合併 北里村               | 明治39年7月16日 合併 北里村               | 北里村                       | 北里村                              | 北里村                            | 北里村                                    | 昭和38年9月1日 小牧市に編入               | 小牧市 （一部）                 | 小牧市 （一部）                 | 小牧市          |
| 藤島村                   | 藤島村                     | 小木村           | 明治33年7月16日 分立 五条村  | 明治39年7月16日 合併 北里村               | 明治39年7月16日 合併 北里村               | 北里村                       | 北里村                              | 北里村                            | 北里村                                    | 昭和38年9月1日 小牧市に編入               | 小牧市 （一部）                 | 小牧市 （一部）                 | 小牧市          |
| 薬師寺村                 | 薬師寺村                   | 熊之庄村         | 明治33年7月16日 分立 五条村  | 明治39年7月16日 合併 北里村               | 明治39年7月16日 合併 北里村               | 北里村                       | 北里村                              | 北里村                            | 北里村                                    | 昭和38年9月1日 師勝町に編入               | 平成18年3月20日 合併 北名古屋市 | 平成18年3月20日 合併 北名古屋市 | 北名古屋市      |
| 熊之庄村                 | 熊之庄村                   | 熊之庄村         | 熊之庄村                     | 明治39年7月16日 合併 師勝村               | 明治39年7月16日 合併 師勝村               | 師勝村                       | 師勝村                              | 師勝村                            | 師勝村                                    | 昭和36年4月1日 町制 師勝町                | 平成18年3月20日 合併 北名古屋市 | 平成18年3月20日 合併 北名古屋市 | 北名古屋市      |
| 鹿田村                   | 鹿田村                     | 鹿田村           | 鹿田村                       | 明治39年7月16日 合併 師勝村               | 明治39年7月16日 合併 師勝村               | 師勝村                       | 師勝村                              | 師勝村                            | 師勝村                                    | 昭和36年4月1日 町制 師勝町                | 平成18年3月20日 合併 北名古屋市 | 平成18年3月20日 合併 北名古屋市 | 北名古屋市      |
| 久地野村                 | 久地野村                   | 訓原村           | 訓原村                       | 明治39年7月16日 合併 師勝村               | 明治39年7月16日 合併 師勝村               | 師勝村                       | 師勝村                              | 師勝村                            | 師勝村                                    | 昭和36年4月1日 町制 師勝町                | 平成18年3月20日 合併 北名古屋市 | 平成18年3月20日 合併 北名古屋市 | 北名古屋市      |
| 二子村                   |                            | 訓原村           | 訓原村                       | 明治39年7月16日 合併 師勝村               | 明治39年7月16日 合併 師勝村               | 師勝村                       | 師勝村                              | 師勝村                            | 師勝村                                    | 昭和36年4月1日 町制 師勝町                | 平成18年3月20日 合併 北名古屋市 | 平成18年3月20日 合併 北名古屋市 | 北名古屋市      |
| 高田寺村                 |                            | 訓原村           | 訓原村                       | 明治39年7月16日 合併 師勝村               | 明治39年7月16日 合併 師勝村               | 師勝村                       | 師勝村                              | 師勝村                            | 師勝村                                    | 昭和36年4月1日 町制 師勝町                | 平成18年3月20日 合併 北名古屋市 | 平成18年3月20日 合併 北名古屋市 | 北名古屋市      |
| 井瀬木村                 |                            | 訓原村           | 訓原村                       | 明治39年7月16日 合併 師勝村               | 明治39年7月16日 合併 師勝村               | 師勝村                       | 師勝村                              | 師勝村                            | 師勝村                                    | 昭和36年4月1日 町制 師勝町                | 平成18年3月20日 合併 北名古屋市 | 平成18年3月20日 合併 北名古屋市 | 北名古屋市      |
| 能田村                   |                            | 訓原村           | 訓原村                       | 明治39年7月16日 合併 師勝村               | 明治39年7月16日 合併 師勝村               | 師勝村                       | 師勝村                              | 師勝村                            | 師勝村                                    | 昭和36年4月1日 町制 師勝町                | 平成18年3月20日 合併 北名古屋市 | 平成18年3月20日 合併 北名古屋市 | 北名古屋市      |
| 片場村                   |                            | 訓原村           | 訓原村                       | 明治39年7月16日 合併 師勝村               | 明治39年7月16日 合併 師勝村               | 師勝村                       | 師勝村                              | 師勝村                            | 師勝村                                    | 昭和36年4月1日 町制 師勝町                | 平成18年3月20日 合併 北名古屋市 | 平成18年3月20日 合併 北名古屋市 | 北名古屋市      |
| 六師村                   | 六師村                     | 六師村           | 六師村                       | 明治39年7月16日 合併 師勝村               | 明治39年7月16日 合併 師勝村               | 師勝村                       | 師勝村                              | 師勝村                            | 師勝村                                    | 昭和36年4月1日 町制 師勝町                | 平成18年3月20日 合併 北名古屋市 | 平成18年3月20日 合併 北名古屋市 | 北名古屋市      |
| 弥勒寺村                 | 弥勒寺村                   | 上拾箇村         | 上拾箇村                     | 明治39年7月16日 合併 西春村               | 明治39年7月16日 合併 西春村               | 西春村                       | 西春村                              | 西春村                            | 西春村                                    | 昭和38年11月1日 町制 西春町               | 平成18年3月20日 合併 北名古屋市 | 平成18年3月20日 合併 北名古屋市 | 北名古屋市      |
| 徳重村                   |                            | 上拾箇村         | 上拾箇村                     | 明治39年7月16日 合併 西春村               | 明治39年7月16日 合併 西春村               | 西春村                       | 西春村                              | 西春村                            | 西春村                                    | 昭和38年11月1日 町制 西春町               | 平成18年3月20日 合併 北名古屋市 | 平成18年3月20日 合併 北名古屋市 | 北名古屋市      |
| 鍛冶ヶ一色村             |                            | 上拾箇村         | 上拾箇村                     | 明治39年7月16日 合併 西春村               | 明治39年7月16日 合併 西春村               | 西春村                       | 西春村                              | 西春村                            | 西春村                                    | 昭和38年11月1日 町制 西春町               | 平成18年3月20日 合併 北名古屋市 | 平成18年3月20日 合併 北名古屋市 | 北名古屋市      |
| 北野村                   |                            | 上拾箇村         | 上拾箇村                     | 明治39年7月16日 合併 西春村               | 明治39年7月16日 合併 西春村               | 西春村                       | 西春村                              | 西春村                            | 西春村                                    | 昭和38年11月1日 町制 西春町               | 平成18年3月20日 合併 北名古屋市 | 平成18年3月20日 合併 北名古屋市 | 北名古屋市      |
| 法成寺村                 |                            | 上拾箇村         | 上拾箇村                     | 明治39年7月16日 合併 西春村               | 明治39年7月16日 合併 西春村               | 西春村                       | 西春村                              | 西春村                            | 西春村                                    | 昭和38年11月1日 町制 西春町               | 平成18年3月20日 合併 北名古屋市 | 平成18年3月20日 合併 北名古屋市 | 北名古屋市      |
| 宇福寺村                 |                            | 上拾箇村         | 上拾箇村                     | 明治39年7月16日 合併 西春村               | 明治39年7月16日 合併 西春村               | 西春村                       | 西春村                              | 西春村                            | 西春村                                    | 昭和38年11月1日 町制 西春町               | 平成18年3月20日 合併 北名古屋市 | 平成18年3月20日 合併 北名古屋市 | 北名古屋市      |
| 野崎村                   | 野崎村                     | 下拾箇村         | 下拾箇村                     | 明治39年7月16日 合併 西春村               | 明治39年7月16日 合併 西春村               | 西春村                       | 西春村                              | 西春村                            | 西春村                                    | 昭和38年11月1日 町制 西春町               | 平成18年3月20日 合併 北名古屋市 | 平成18年3月20日 合併 北名古屋市 | 北名古屋市      |
| 沖村                     |                            | 下拾箇村         | 下拾箇村                     | 明治39年7月16日 合併 西春村               | 明治39年7月16日 合併 西春村               | 西春村                       | 西春村                              | 西春村                            | 西春村                                    | 昭和38年11月1日 町制 西春町               | 平成18年3月20日 合併 北名古屋市 | 平成18年3月20日 合併 北名古屋市 | 北名古屋市      |
| 石橋村                   |                            | 下拾箇村         | 下拾箇村                     | 明治39年7月16日 合併 西春村               | 明治39年7月16日 合併 西春村               | 西春村                       | 西春村                              | 西春村                            | 西春村                                    | 昭和38年11月1日 町制 西春町               | 平成18年3月20日 合併 北名古屋市 | 平成18年3月20日 合併 北名古屋市 | 北名古屋市      |
| 西之保村                 |                            | 下拾箇村         | 下拾箇村                     | 明治39年7月16日 合併 西春村               | 明治39年7月16日 合併 西春村               | 西春村                       | 西春村                              | 西春村                            | 西春村                                    | 昭和38年11月1日 町制 西春町               | 平成18年3月20日 合併 北名古屋市 | 平成18年3月20日 合併 北名古屋市 | 北名古屋市      |
| 中之郷村                 |                            | 下拾箇村         | 下拾箇村                     | 明治39年7月16日 合併 西春村               | 明治39年7月16日 合併 西春村               | 西春村                       | 西春村                              | 西春村                            | 西春村                                    | 昭和38年11月1日 町制 西春町               | 平成18年3月20日 合併 北名古屋市 | 平成18年3月20日 合併 北名古屋市 | 北名古屋市      |
| 九之坪村                 | 九之坪村                   | 九之坪村         | 九之坪村                     | 明治39年7月16日 合併 西春村               | 明治39年7月16日 合併 西春村               | 西春村                       | 西春村                              | 西春村                            | 西春村                                    | 昭和38年11月1日 町制 西春町               | 平成18年3月20日 合併 北名古屋市 | 平成18年3月20日 合併 北名古屋市 | 北名古屋市      |
| 加島新田                 |                            | 九之坪村         | 九之坪村                     | 明治39年7月16日 合併 西春村               | 明治39年7月16日 合併 西春村               | 西春村                       | 西春村                              | 西春村                            | 西春村                                    | 昭和38年11月1日 町制 西春町               | 平成18年3月20日 合併 北名古屋市 | 平成18年3月20日 合併 北名古屋市 | 北名古屋市      |
| 安藤新田                 | 安藤新田                   | 清洲町           | 清洲町                       | 明治39年7月16日 合併 清洲町               | 明治39年7月16日 合併 清洲町               | 清洲町                       | 清洲町                              | 清洲町                            | 清洲町                                    | 清洲町                                    | 平成17年7月7日 合併 清須市      | 平成17年7月7日 合併 清須市      | 清須市          |
| 清洲村                   | 清洲村                     | 清洲町           | 清洲町                       | 明治39年7月16日 合併 清洲町               | 明治39年7月16日 合併 清洲町               | 清洲町                       | 清洲町                              | 清洲町                            | 清洲町                                    | 清洲町                                    | 平成17年7月7日 合併 清須市      | 平成17年7月7日 合併 清須市      | 清須市          |
| 清洲村                   | 一場村                     | 一場村           | 一場村                       | 明治39年7月16日 合併 清洲町               | 明治39年7月16日 合併 清洲町               | 清洲町                       | 清洲町                              | 清洲町                            | 清洲町                                    | 清洲町                                    | 平成17年7月7日 合併 清須市      | 平成17年7月7日 合併 清須市      | 清須市          |
| 朝日村                   | 朝日村                     | 朝田村           | 朝田村                       | 明治39年7月16日 合併 清洲町               | 明治39年7月16日 合併 清洲町               | 清洲町                       | 清洲町                              | 清洲町                            | 清洲町                                    | 清洲町                                    | 平成17年7月7日 合併 清須市      | 平成17年7月7日 合併 清須市      | 清須市          |
| 西田中村                 |                            | 朝田村           | 朝田村                       | 明治39年7月16日 合併 清洲町               | 明治39年7月16日 合併 清洲町               | 清洲町                       | 清洲町                              | 清洲町                            | 清洲町                                    | 清洲町                                    | 平成17年7月7日 合併 清須市      | 平成17年7月7日 合併 清須市      | 清須市          |
| 中島郡西市場村           | 中島郡西市場村             | 中島郡市田村     | 中島郡市田村                 | 明治39年5月10日 中島郡大里村              | 明治42年10月1日 清洲町に編入              | 清洲町                       | 清洲町                              | 清洲町                            | 清洲町                                    | 清洲町                                    | 平成17年7月7日 合併 清須市      | 平成17年7月7日 合併 清須市      | 清須市          |
| 海東郡追間村             | 海東郡追間村               | 海東郡白鷹村     | 海東郡白鷹村                 | 明治39年7月1日 合併 海東郡甚目寺村        | 明治39年7月1日 合併 海東郡甚目寺村        | 大正2年7月1日 海部郡甚目寺村 | 大正8年10月 清洲町に編入            | 清洲町                            | 清洲町                                    | 清洲町                                    | 平成17年7月7日 合併 清須市      | 平成17年7月7日 合併 清須市      | 清須市          |
| 海東郡土田村             | 海東郡土田村               | 海東郡白鷹村     | 海東郡白鷹村                 | 明治39年7月1日 合併 海東郡甚目寺村        | 明治39年7月1日 合併 海東郡甚目寺村        | 大正2年7月1日 海部郡甚目寺村 | 海部郡甚目寺村                      | 昭和7年8月1日 町制 海部郡甚目寺町 | 昭和18年1月1日 清洲町に編入               | 清洲町                                    | 平成17年7月7日 合併 清須市      | 平成17年7月7日 合併 清須市      | 清須市          |
| 海東郡上条村             |                            | 海東郡白鷹村     | 海東郡白鷹村                 | 明治39年7月1日 合併 海東郡甚目寺村        | 明治39年7月1日 合併 海東郡甚目寺村        | 大正2年7月1日 海部郡甚目寺村 | 海部郡甚目寺村                      | 昭和7年8月1日 町制 海部郡甚目寺町 | 昭和18年1月1日 清洲町に編入               | 清洲町                                    | 平成17年7月7日 合併 清須市      | 平成17年7月7日 合併 清須市      | 清須市          |
| 下小田井村               | 下小田井村                 | 西枇杷島町       | 西枇杷島町                   | 西枇杷島町                                | 西枇杷島町                                | 西枇杷島町                   | 西枇杷島町                          | 西枇杷島町                        | 西枇杷島町                                | 西枇杷島町                                | 平成17年7月7日 合併 清須市      | 平成17年7月7日 合併 清須市      | 清須市          |
| 小場塚新田               |                            | 西枇杷島町       | 西枇杷島町                   | 西枇杷島町                                | 西枇杷島町                                | 西枇杷島町                   | 西枇杷島町                          | 西枇杷島町                        | 西枇杷島町                                | 西枇杷島町                                | 平成17年7月7日 合併 清須市      | 平成17年7月7日 合併 清須市      | 清須市          |
| 下河原村                 | 下河原村                   | 新川村           | 明治23年12月17日 町制 新川町 | 明治39年4月1日 合併 新川町                | 明治39年4月1日 合併 新川町                | 新川町                       | 新川町                              | 新川町                            | 新川町                                    | 新川町                                    | 平成17年7月7日 合併 清須市      | 平成17年7月7日 合併 清須市      | 清須市          |
| 下河原村                 | 中河原村                   | 新川村           | 明治23年12月17日 町制 新川町 | 明治39年4月1日 合併 新川町                | 明治39年4月1日 合併 新川町                | 新川町                       | 新川町                              | 新川町                            | 新川町                                    | 新川町                                    | 平成17年7月7日 合併 清須市      | 平成17年7月7日 合併 清須市      | 清須市          |
| 土器野新田               | 土器野新田                 | 新川村           | 明治23年12月17日 町制 新川町 | 明治39年4月1日 合併 新川町                | 明治39年4月1日 合併 新川町                | 新川町                       | 新川町                              | 新川町                            | 新川町                                    | 新川町                                    | 平成17年7月7日 合併 清須市      | 平成17年7月7日 合併 清須市      | 清須市          |
| 土器野新田               | 上河原村                   | 新川村           | 明治23年12月17日 町制 新川町 | 明治39年4月1日 合併 新川町                | 明治39年4月1日 合併 新川町                | 新川町                       | 新川町                              | 新川町                            | 新川町                                    | 新川町                                    | 平成17年7月7日 合併 清須市      | 平成17年7月7日 合併 清須市      | 清須市          |
| 須ヶ口村                 | 須ヶ口村                   | 須ヶ口村         | 明治33年7月28日 合併 桃栄町  | 明治39年4月1日 合併 新川町                | 明治39年4月1日 合併 新川町                | 新川町                       | 新川町                              | 新川町                            | 新川町                                    | 新川町                                    | 平成17年7月7日 合併 清須市      | 平成17年7月7日 合併 清須市      | 清須市          |
| 西堀江村                 | 西堀江村                   | 西堀江村         | 明治33年7月28日 合併 桃栄町  | 明治39年4月1日 合併 新川町                | 明治39年4月1日 合併 新川町                | 新川町                       | 新川町                              | 新川町                            | 新川町                                    | 新川町                                    | 平成17年7月7日 合併 清須市      | 平成17年7月7日 合併 清須市      | 清須市          |
| 寺野村                   | 寺野村                     | 寺野村           | 寺野村                       | 明治39年4月1日 合併 新川町                | 明治39年4月1日 合併 新川町                | 新川町                       | 新川町                              | 新川町                            | 新川町                                    | 新川町                                    | 平成17年7月7日 合併 清須市      | 平成17年7月7日 合併 清須市      | 清須市          |
| 助七新田                 |                            | 寺野村           | 寺野村                       | 明治39年4月1日 合併 新川町                | 明治39年4月1日 合併 新川町                | 新川町                       | 新川町                              | 新川町                            | 新川町                                    | 新川町                                    | 平成17年7月7日 合併 清須市      | 平成17年7月7日 合併 清須市      | 清須市          |
| 阿原村                   | 阿原村                     | 阿原村           | 阿原村                       | 明治39年4月1日 合併 新川町                | 明治39年4月1日 合併 新川町                | 新川町                       | 新川町                              | 新川町                            | 新川町                                    | 新川町                                    | 平成17年7月7日 合併 清須市      | 平成17年7月7日 合併 清須市      | 清須市          |
| 下之郷村                 | 下之郷村                   | 下之郷村         | 下之郷村                     | 明治39年7月16日 合併 春日村               | 明治39年7月16日 合併 春日村               | 春日村                       | 春日村                              | 春日村                            | 春日村                                    | 春日村                                    | 平成2年4月1日 町制 春日町       | 平成21年10月1日 清須市に編入    | 清須市          |
| 落合村                   | 落合村                     | 落合村           | 落合村                       | 明治39年7月16日 合併 春日村               | 明治39年7月16日 合併 春日村               | 春日村                       | 春日村                              | 春日村                            | 春日村                                    | 春日村                                    | 平成2年4月1日 町制 春日町       | 平成21年10月1日 清須市に編入    | 清須市          |
| 豊場村                   | 豊場村                     | 豊場村           | 豊場村                       | 明治39年7月16日 合併 豊山村               | 明治39年7月16日 合併 豊山村               | 豊山村                       | 豊山村                              | 豊山村                            | 豊山村                                    | 昭和47年4月1日 町制 豊山町                | 豊山町                          | 豊山町                          | 豊山町          |
| 青山村                   | 青山村                     | 青山村           | 青山村                       | 明治39年7月16日 合併 豊山村               | 明治39年7月16日 合併 豊山村               | 豊山村                       | 豊山村                              | 豊山村                            | 豊山村                                    | 昭和47年4月1日 町制 豊山町                | 豊山町                          | 豊山町                          | 豊山町          |

## 行政
歴代郡長
| 代 | 氏名         | 就任年月日               | 退任年月日                | 備考                   |
| -- | ------------ | ------------------------ | ------------------------- | ---------------------- |
| 1  | 櫛田利眞     | 明治13年（1880年）2月5日 | 同19年（1886年）9月       |                        |
| 2  | 高木永敬     | 明治19年（1886年）9月    | 同24年（1891年）7月       |                        |
| 3  | 永田巖       | 明治24年（1891年）7月    | 同26年（1893年）9月       |                        |
| 4  | 片岡兒       | 明治26年（1893年）9月    | 同32年（1899年）9月       |                        |
| 5  | 高坂景顯     | 明治32年（1899年）9月    | 同33年（1900年）10月      |                        |
| 6  | 寺内悠磨     | 明治33年（1900年）10月   | 同39年（1906年）5月       |                        |
| 7  | 田中從義     | 明治39年（1906年）5月    | 同41年（1908年）7月       |                        |
| 8  | 栗本文雄     | 明治41年（1908年）7月    | 同43年（1910年）12月      |                        |
| 9  | 神戸直彦     | 明治43年（1910年）12月   | 大正元年（1912年）10月    |                        |
| 10 | 山田正       | 大正元年（1912年）10月   | 同2年（1914年）3月        |                        |
| 11 | 磯野千太郞   | 大正2年（1914年）3月     | 同3年（1915年）8月        |                        |
| 12 | 岸田浩       | 大正3年（1915年）8月     | 同5年（1917年）6月        |                        |
| 13 | 河野省一郞   | 大正5年（1917年）6月     | 同8年（1920年）5月        |                        |
| 14 | 川久保常次郞 | 大正8年（1920年）5月     | 同10年（1922年）8月       |                        |
| 15 | 内藤二郞     | 大正10年（1922年）8月    |                           |                        |
|    |              |                          | 大正15年（1926年）6月30日 | 郡役所廃止により、廃官 |

西春日井郡誌　第六章行政　第三節　郡役所町村役場及郡長　第三項　歴代郡長及在職期間による。

## 関連文献
- 『西春日井郡誌』愛知県西春日井郡、1923年。